# Exechiopsis
Exechiopsis är ett släkte av tvåvingar som beskrevs av Risto Kalevi Tuomikoski 1966. Exechiopsis ingår i familjen svampmyggor.

## Dottertaxa tillExechiopsis, i alfabetisk ordning[1][2]
- Exechiopsis aculeata
- Exechiopsis aemula
- Exechiopsis angulosa
- Exechiopsis argillacea
- Exechiopsis atlantis
- Exechiopsis biseta
- Exechiopsis calceolata
- Exechiopsis cinctiformis
- Exechiopsis clypeata
- Exechiopsis coremura
- Exechiopsis corona
- Exechiopsis crucigera
- Exechiopsis davatchii
- Exechiopsis distendens
- Exechiopsis dryaspagensis
- Exechiopsis dumitrescae
- Exechiopsis dumitrescui
- Exechiopsis evidens
- Exechiopsis fimbriata
- Exechiopsis forcipata
- Exechiopsis furcata
- Exechiopsis furiosa
- Exechiopsis graphica
- Exechiopsis grassatura
- Exechiopsis hammi
- Exechiopsis indecisa
- Exechiopsis ingrica
- Exechiopsis intersecta
- Exechiopsis januarii
- Exechiopsis jenkinsoni
- Exechiopsis kaszabi
- Exechiopsis lackschewitziana
- Exechiopsis landrocki
- Exechiopsis leptoclada
- Exechiopsis leptura
- Exechiopsis ligulata
- Exechiopsis magnicauda
- Exechiopsis maritima
- Exechiopsis membranacea
- Exechiopsis multiloba
- Exechiopsis muscariforma
- Exechiopsis mycenae
- Exechiopsis neofimbriata
- Exechiopsis nugax
- Exechiopsis oltenica
- Exechiopsis pachyoda
- Exechiopsis palettata
- Exechiopsis patula
- Exechiopsis perspicua
- Exechiopsis perspiqua
- Exechiopsis pollicata
- Exechiopsis porrecta
- Exechiopsis praedita
- Exechiopsis pruinosa
- Exechiopsis pseudindecisa
- Exechiopsis pseudofimbriata
- Exechiopsis pseudopulchella
- Exechiopsis pulchella
- Exechiopsis quadridentata
- Exechiopsis sagittata
- Exechiopsis sanageyamana
- Exechiopsis seducta
- Exechiopsis setosa
- Exechiopsis sichuanensis
- Exechiopsis stylata
- Exechiopsis subulata
- Exechiopsis tricholomatae
- Exechiopsis triseta
- Exechiopsis unguiculata
- Exechiopsis wanawarica
- Exechiopsis vasculiforma
- Exechiopsis vizzavonensis
- Exechiopsis yumikoae